# Schockville
Schockville (luxembourgeois: Schakeler, allemand: Schockweiler) est un village belge de la vallée de l'Attert — un affluent de l'Alzette — située dans la commune d'Attert, dans le pays d'Arlon en province de Luxembourg et Région wallonne.
Il est délimité à l'est par la route nationale N4.
Le saint patron de l'église est saint Laurent.

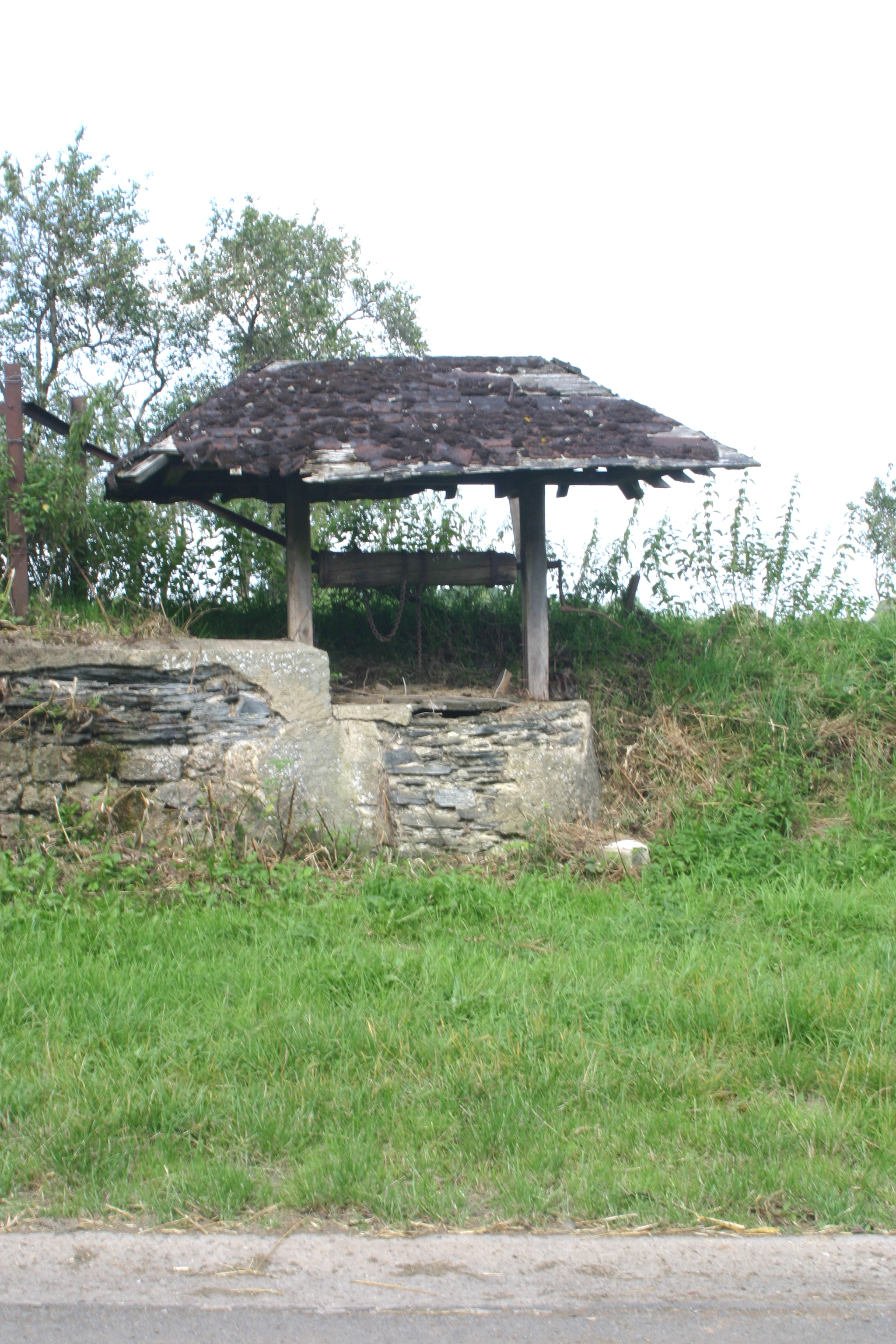
Un ancien puits